# Fiesta del Orujo

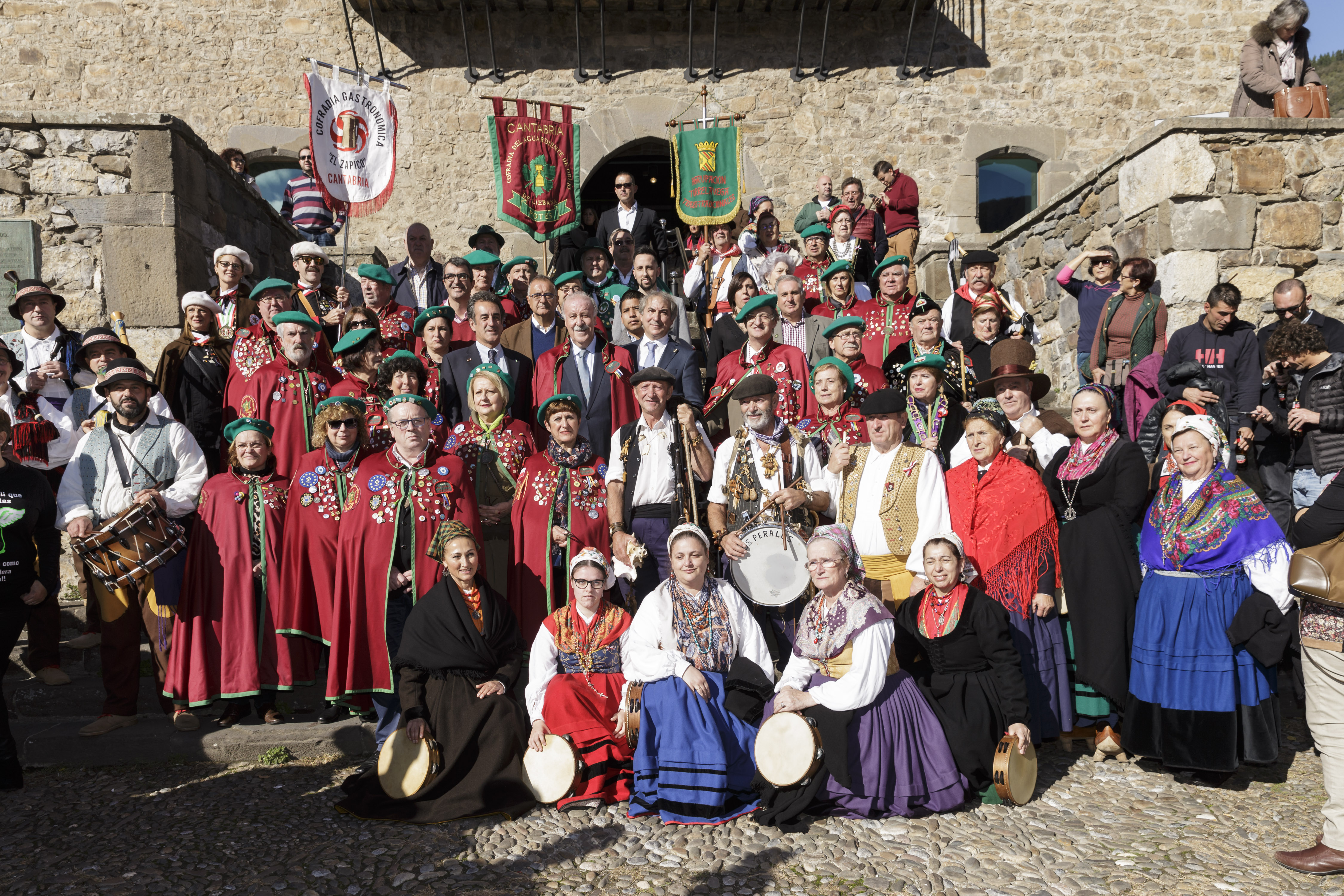
Vicente del Bosque, Orujero Mayor 2017

La Fiesta del Orujo se realiza cada año el segundo fin de semana de noviembre en Potes, capital de la comarca de Liébana, Cantabria (España). Esta festividad, que comenzó en 1991, consiste en la degustación del orujo que se produce en esta comarca, acompañado de música tradicional, mercados tradicionales, y por supuesto del marco incomparable de los Picos de Europa. La producción de orujo lebaniego se remonta a la cosecha de viñedos en los monasterios en la Alta Edad Media. Cada año se galardonan a uno o varios personajes como "orujeros mayores", encargados de leer el pregón y participar activamente en el festival con conferencias y sobre todo con el encendido de las alquitaras. Además, se otorga la "Alquitara de Oro" a la marca que ha producido mejor orujo del año. 
En 2012 fue declarada Fiestas de Interés Turístico Nacional.
A continuación se muestra una tabla con todos los orujeros mayores que ha tenido la fiesta:
| Año  | Orujero Mayor                                                                               | Alquitara de Oro   |
| 2024 | Quico Taronjí                                                                               | Picos de Cabariezo |
| 2023 | Carmen Machi                                                                                | Mariano Camacho    |
| 2022 | Antonio Romero y Rafael Ruiz                                                                | Sierra del Oso     |
| 2021 | Sandra Ibarra                                                                               | Martínez de Cos    |
| 2019 | Okuda San Miguel                                                                            | Mariano Camacho    |
| 2018 | Roberto Leal                                                                                | El Traviesu        |
| 2017 | Vicente del Bosque                                                                          | Picos de Cabariezo |
| 2016 | Edurne Pasaban                                                                              | Picos de Cabariezo |
| 2015 | Marta Hazas                                                                                 | Mariano Camacho    |
| 2014 | Carlos Herrera                                                                              | Mariano Camacho    |
| 2013 | Eduardo Noriega                                                                             | Picos de Cabariezo |
| 2012 | Berta Betanzos                                                                              | Picos de Cabariezo |
| 2011 | Juan Ramón Lucas                                                                            | El Traviesu        |
| 2010 | Ruth Beitia                                                                                 | Mariano Camacho    |
| 2009 | David Bustamante                                                                            | El Marrubio        |
| 2008 | Pedro Munitis                                                                               | Diosanjana         |
| 2007 | Javier Castillo Arco (Poty) y Carmen Sevilla                                                | Sierra del Oso     |
| 2006 | Eduardo García de Enterría                                                                  | Valle de Bedoya    |
| 2005 | Sociedad Geográfica Española (Juan Oiarzabal, César Pérez de Tudela y Jesús González Green) | Diosanjana         |
| 2004 | Óscar Freire                                                                                | El Traviesu        |
| 2003 | Antonio Resines                                                                             | Diosanjana         |
| 2002 | Luis del Olmo                                                                               | Sierra del Oso     |
| 2001 | Juan José Lucas Giménez                                                                     | Mariano Camacho    |
| 2000 | Alfonso Ussía                                                                               | Sierra del Oso     |
| 1999 | Manuel Fraga Iribarne                                                                       | Mariano Camacho    |
| 1998 | Mariano Linares Argüelles                                                                   |                    |
| 1997 | Alfredo Arias de la Canal                                                                   |                    |
| 1996 | Florencio de la Lama Bulnes                                                                 |                    |
| 1995 | Manuel Peláez López                                                                         |                    |
| 1994 | Ángeles "Nines" Arenillas Asína                                                             |                    |
| 1985 | Rafael Fuentevilla                                                                          |                    |
| 1984 | José Manuel Abascal                                                                         |                    |

| Alquitaras de Oro | Marcas             |
| ----------------- | ------------------ |
| 7                 | Mariano Camacho    |
| 5                 | Picos de Cabariezo |
| 4                 | Sierra del Oso     |
| 3                 | El Traviesu        |
| 3                 | Diosanjana         |
| 1                 | El Marrubio        |
| 1                 | Valle de Bedoya    |
| 1                 | Martínez de Cos    |